# 만시인
만시인(러시아어: Манси)은 서시베리아의 한티만시 자치구에 거주하는 민족으로, 한티인과 함께 이 지역의 토착 우고르계 민족이다. 이들의 사용하는 만시어는 우랄어족에 속하며, 한티인의 한티어 및 러시아어와 함께 한티만시 자치구의 공용어로 지정되어 있다. 인구는 2021년 기준 약 12,300명이다. 과거 기록에서는 보굴인(вогулы)이라는 명칭으로도 불렸다.

## 인구 통계
| 지역             | 남자 | 여자 | 합계  |
| ---------------- | ---- | ---- | ----- |
| 합계             | 5167 | 6265 | 11432 |
| 튜멘주           | 4786 | 5775 | 10561 |
| 한티만시 자치구  | 4510 | 5384 | 9894  |
| 스베르들롭스크주 | 130  | 129  | 259   |
| 코미 공화국      | 8    | 3    | 11    |